# 津津食品
津津是苏州津津食品有限公司的食品品牌，创立于民国初年。代表产品是津津卤汁豆腐干。

## 历史
津津品牌初创于民国初年，前身为老津津牛肉干工厂。新中国成立后，津津品牌归于苏州食品厂，主要制作苏州传统的卤汁豆腐干，玫瑰腐乳等。同时也有卤味、小吃等。
在苏州食品厂改制后，津津食品、叶受和与长发商厦三家合并，建立苏州津津长发集团。
“津津”商标三次获得“江苏省著名商标”。津津食品先后获得“江苏省优质产品”、“商业部优质产品”、“中国名牌商品”等称号。
2009年，苏式卤汁豆腐干制作技艺入选江苏省级非物质文化遗产名录。
2010年，“津津”入选商务部评选的第二批“中华老字号”。